# Dipseudopsis simplex
Dipseudopsis simplex är en nattsländeart som beskrevs av Georg Ulmer 1906. Dipseudopsis simplex ingår i släktet Dipseudopsis och familjen Dipseudopsidae. Inga underarter finns listade i Catalogue of Life.